# Evaldas Šiškevičius
Evaldas Šiškevičius, né le 30 décembre 1988 à Vilnius en Lituanie, est un coureur cycliste lituanien.

## Biographie

### Débuts cyclistes et carrière chez les amateurs

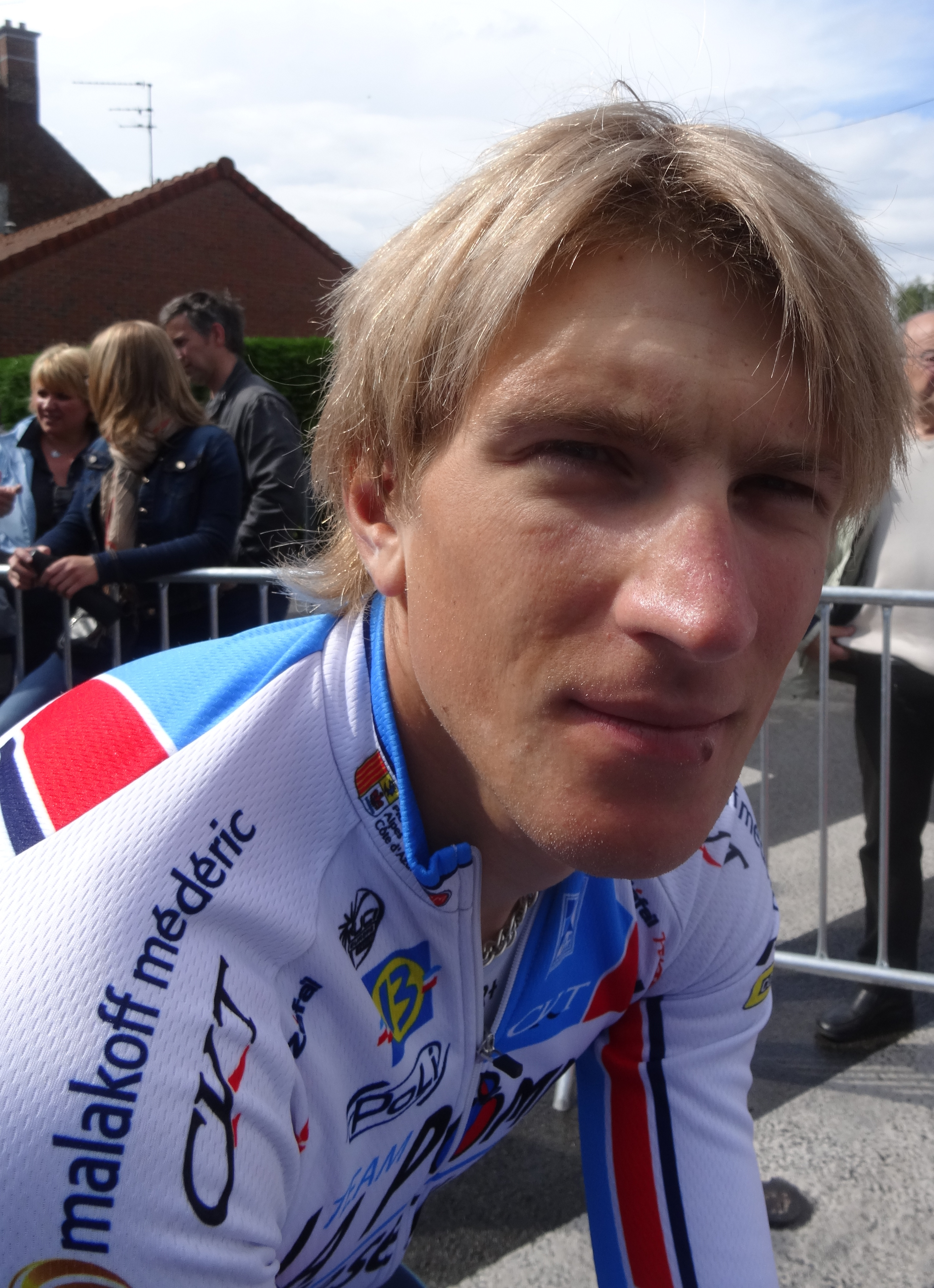
Evaldas Šiškevičius lors du départ de la 1re étape du Paris-Arras Tour 2014 à Lens.

Evaldas Šiškevičius est né à la fin de l'année 1988 à Vilnius en Lituanie, alors sous contrôle de l'Union soviétique. Issu d'un milieu modeste, il découvre le cyclisme sur les conseils d'une bibliothécaire qui était mariée à un entraîneur. Il remporte sa première course et décide de pratiquer ce sport-études malgré la réticence de ses parents. Il rejoint rapidement la sélection nationale dans les catégories de jeune. En 2006, aux championnats d'Europe juniors (17/18 ans), il est cinquième du contre-la-montre et neuvième de la course en ligne.
En 2008, il rejoint le VC La Pomme Marseille en France. Il remporte le Grand Prix de Nogent-sur-Oise, manche de la coupe de France des clubs, les Boucles catalanes et le Grand Prix de Peymeinade. Il se classe troisième du championnat de Lituanie du contre-la-montre, comme en 2007, et du championnat du monde universitaire du contre-la-montre. À partir du mois d'août, il est stagiaire au sein de l'équipe professionnelle Crédit agricole, qui disparaît en fin de saison.
En 2009 et 2010, il est vice-champion de Lituanie du contre-la-montre. En 2010, il remporte à nouveau une manche de la coupe de France des clubs, la Boucle de l'Artois. Aux championnats du monde 2009 des moins de 23 ans à Mendrisio, il est 37e du contre-la-montre et abandonne lors de la course en ligne. Il y participe à nouveau en 2011 en Australie. Il y est 29e du contre-la-montre et 95e de la course en ligne.

### Carrière professionnelle
En 2011, il devient professionnel dans l'équipe La Pomme Marseille, qui acquiert le statut d'équipe continentale. Il remporte au Portugal le Tour de l'Alentejo.
En 2013, il signe un contrat en faveur de l'Équipe continentale professionnelle française Sojasun puis se réengage au sein de la formation La Pomme Marseille 13 l'année suivante. Au terme de la saison 2014, le site Internet du quotidien La Provence annonce que le coureur y prolonge son contrat.
Il commence la saison 2015 en se fracturant la clavicule dès février sur l’Étoile de Bessèges. En avril, il remporte le classement général et une étape (contre-la-montre par équipes) du Circuit des Ardennes international, il s'agit de ses deux premières victoires depuis son succès au Grand Prix de la Somme en 2012. Un mois plus tard, il termine troisième du Tour de Picardie. Il chute de nouveau lourdement en mai sur le GP de la Somme, celle-ci nécessitant une opération. Au mois de juin, il s'adjuge deux places de quatrième lors des Championnats de Lituanie de cyclisme sur route (contre-la-montre et épreuve en ligne). En juillet, il se classe quatrième de la dernière étape du Tour d'Autriche.
Il se fait remarquer lors de Paris-Roubaix 2018 pour avoir terminé la course, malgré plusieurs incidents (chutes et crevaisons), alors qu'il savait qu'il serait hors-délais. En effet, lorsque le vainqueur, Peter Sagan, franchit la ligne d'arrivée, le coureur est encore à 30 km de l'arrivée. Il arrive une heure plus tard, la porte du vélodrome quasiment close. Bien décidé à se faire remarquer en course, il se rattrape l'année suivante en signant une neuvième place lors de l'édition 2019, remportée par le Belge Philippe Gilbert, après être arrivée pour la place de cinquième. Fin juillet, il est sélectionné pour représenter son pays aux championnats d'Europe de cyclisme sur route et s'adjuge à cette occasion la vingt-sixième place du contre-la-montre individuel.
En 2020, il remporte le titre de champion de Lituanie du contre-la-montre devant Gediminas Bagdonas, Venantas Lasinis et son coéquipier Ramūnas Navardauskas. Quelques jours plus tard, il se classe quatorzième du championnat d'Europe de cette spécialité à Plouay dans le Morbihan.
Il met un terme à sa carrière à l'issue de la saison 2022, à l'âge de 33 ans.

## Palmarès sur route

### Par années
| - 2005 - 2e du championnat de Lituanie du contre-la-montre juniors - 3e du Trophée des Flandres - 2006 - Circuit Het Volk juniors - 2e du Sint-Martinusprijs Kontich - 5e du championnat d'Europe du contre-la-montre juniors - 9e du championnat d'Europe sur route juniors - 2007 - 3e du championnat de Lituanie du contre-la-montre - 3e du championnat de Lituanie du contre-la-montre espoirs - 2008 - Boucles catalanes - Grand Prix de Peymeinade - Grand Prix de la ville de Nogent-sur-Oise - 2e du Tour du Canton de Saint-Ciers - 3e du championnat du monde universitaire du contre-la-montre - 3e du championnat de Lituanie du contre-la-montre - 2009 - Tour du Canton de Saint-Ciers : - Classement général - 1re étape - 3e étape du Tour de Tolède - 2e étape du Tour de Tarragone - 4e étape des Quatre Jours des As-en-Provence - 2e du championnat de Lituanie du contre-la-montre - 2e de La Gainsbarre - 3e du Circuit méditerranéen - 5e du championnat d'Europe du contre-la-montre espoirs - 2010 - Ronde du Canigou - Grand Prix du Pays d'Aix - Boucle de l'Artois : - Classement général - 1re étape - 2e du Grand Prix Mathias Piston - 2e du championnat de Lituanie du contre-la-montre | - 2011 - Tour de l'Alentejo : - Classement général - 3e étape - 3e du championnat de Lituanie du contre-la-montre - 3e du Tour de Bretagne - 2012 - 5e étape du Tour de Bretagne - 2e étape du Tour du Limousin - Grand Prix de la Somme - 2013 - 3e du championnat de Lituanie sur route - 2014 - 2e du Critérium Nant'Est Entreprises - 2015 - Circuit des Ardennes international : - Classement général - 3ea étape (contre-la-montre par équipes) - Tour of Yancheng Coastal Wetlands : - Classement général - 1re étape - 3e du Tour de Picardie - 2018 - 3e du championnat de Lituanie sur route - 3e du championnat de Lituanie du contre-la-montre - 2019 - 9e de Paris-Roubaix - 2020 - Champion de Lituanie du contre-la-montre - 2021 - Champion de Lituanie du contre-la-montre - 3e du championnat de Lituanie sur route - 2022 - Classement général du Tour d'Estonie - 2e du championnat de Lituanie du contre-la-montre |

### Classements mondiaux
| Année                                 | 2007  | 2008  | 2009 | 2010  | 2011 | 2012 | 2013 | 2014 | 2015 | 2016  | 2017 | 2018 | 2019 | 2020 | 2021 | 2022 |
| ------------------------------------- | ----- | ----- | ---- | ----- | ---- | ---- | ---- | ---- | ---- | ----- | ---- | ---- | ---- | ---- | ---- | ---- |
| Classement mondial                    |       |       |      |       |      |      |      |      |      | 1010e | 719e | 587e | 284e | 387e | 312e | 303e |
| UCI Europe Tour                       | 1351e | 1198e | 877e | 1040e | 156e | 63e  | 254e | 501e | 143e | 682e  | 551e | 341e | 231e | 317e | 263e | 244e |
| UCI Asia Tour                         | nc    | nc    | nc   | nc    | nc   | 191e | nc   | 312e | 33e  | nc    | nc   | nc   |      |      |      |      |
|                                       |       |       |      |       |      |      |      |      |      |       |      |      |      |      |      |      |
| Légende : nc = non classéSource : UCI |       |       |      |       |      |      |      |      |      |       |      |      |      |      |      |      |

## Palmarès en VTT
- 2006
  -  Champion de Lituanie de cross-country juniors
  - 2e du championnat de Lituanie de cross-country
- 2007
  - 3e du championnat de Lituanie de cross-country